# Novas Poesias
Novas Poesias é um livro do poeta ouro-pretano Bernardo Guimarães publicada em 1876 com uma coletânea de versos.

## Poesias
Fazem parte do livro as poesias:
- Elegia
- O meu vale
- O brigadeiro Andrade Neves
- A cismadora
- À morte de Teófilo B. Otôni
- Nênia
- Gentil Sofia - Balada

“
(…)
O ruivo sol da tarde

Já nas montanhas arde d´além.

A lua alvinitente

Nas portas do oriente lá vem.

A viração fagueira

A rápida carreira detém,

E dorme preguiçosa

No calix da mimosa Cecem.
(…)”

— Cantiga - Novas Poesias
- A campanha do Paraguai - Heróides brasileiras
- Barcarola
- O adeus do voluntário
- Cantiga
- Se eu de ti me esquecer
- A morte de Flávio Farnese
- Aureliano Lessa
- Adeus da musa do Itamonte
- "A Bernardo Guimarães" (poesia de Pedro Fernandes)
- A poesia (resposta a Pedro Fernandes)
- Melodia
- Estrofes (À Brigada de 1864)